# Jozo Ivičević
Jozo Ivičević Bakulić (Vis, 21. siječnja 1930. − Zagreb, 24. lipnja 2008.), bio je hrvatski pravnik i povjesničar.

## Životopis
Rodio se je na Visu 1930. godine. Još kao gimnazijalac u Zagrebu 1945. godine bio je u skupini sveučilištaraca i srednjoškolaca koji su se okupljali oko »Narodnoga glasa čovječnosti, pravice i slobode«, prvoga oporbenoga glasila u komunističkoj Hrvatskoj. Nakladnik tog lista bila je Marija Radić, udovica Stjepana Radića, glavni urednik bio je Ivan Bernardić, prvak HSS-a, politički uznik u Kraljevini Jugoslaviji i u doba NDH, a potom i u komunističkoj Jugoslaviji. 
Nakon prvoga broja prvoga oporbenog glasila u komunističkoj Hrvatskoj, vlasti su daljnje tiskanje »Narodnoga glasa« nasilno osujetile; s time u svezi, pretučen je i isključen iz gimnazije (1945.), a potom i uhićen.
Nakon što je pušten iz vojnoga istražnog zatvora (1946.) i nakon što mu je istekla zabrana školovanja, završio je klasičnu gimnaziju (1948.), pravni (1953.) i ekonomski fakultet (1956.), a studirao je povijest (1952. – 1954.) te apsolvirao filozofiju (1967.). Magistrirao je iz nacionalne državnopravne povijesti na pravnome fakultetu (1971.) te bio asistent na Pravnome fakultetu Sveučilišta u Zagrebu (1961. – 1972.).
Bio je glavnim tajnikom, dužnosnikom i odgovornim urednikom Hrvatskoga tjednika. Ostavio je jedan od najprepoznatljivijih osobnih pečata u novijoj Matičinoj povijesti. Sve je vrijeme bio nadziran, a nekoliko je puta bio i policijski preslušavan. U Matici hrvatskoj od 1968. godine u upravnome je i izvršnome odboru, a od 1970. godine i glavni tajnik te član predsjedništva. Bio je i odgovorni urednik »Hrvatskoga tjednika« (1971.).
Svoju povjesničarsku istinoljubivost i predani rad u Matici hrvatskoj platio je teškim zatvorskim robijanjem (1972. – 1976.). 
Nakon udara na Hrvatsku u Karađorđevu (1. prosinca 1971.) uhićen je 11. siječnja 1972. godine s još nekim dužnosnicima Matice hrvatske. Uhićen je za progona hrvatskih proljećara. Bio je u skupini intelektualaca: Franjo Tuđman, Vlado Gotovac, Marko Veselica, Vlatko Pavletić, Šime Đodan, Hrvoje Šošić, Ante Glibota, Zvonimir Komarica i Ante Bačić.
Pred Okružnim sudom u Zagrebu optužen je u navodno »glavnoj kontrarevolucionarnoj grupi« (zajedno s dr. Markom Veselicom, dr. Šimom Đodanom i Zvonimirom Komaricom) te osuđen na pet godina strogoga zatvora i zabranu javnoga djelovanja četiri godine nakon isteka zatvorske kazne.
Nakon zatvora bio je izložen političkoj diskriminaciji. Vrhovni sud SR Hrvatske zatvorsku je kaznu potom preinačio u četiri godine strogoga zatvora (dvije godine proveo je u samici istražnoga zatvora u Zagrebu, a dvije godine u kaznionici u Lepoglavi).
Nakon što mu je zatvorska kazna istekla 11. siječnja 1976. godine, zbog političke diskriminacije nije se mogao zaposliti (1976. – 1977.), a potom su mu vlasti dopustile zaposliti se u Arhivu hrvatske, no pod uvjetom da na poslu bude nadziran.
Političko-policijski bio je nadziran zbog sudjelovanja u oporbenome hrvatskom političkom krugu iz sedamdesetprve, a zbog poticanja peticije za amnestiju političkih zatvorenika i sudbeno je preslušavan (tu peticiju supotpisali su brojni istaknuti hrvatski intelektualci, 1980.).
Nakon obnavljanja djelatnosti Matice hrvatske (1989.), do umirovljenja (1992.), ponovno je glavni tajnik i u upravnim je tijelima Matice hrvatske.
Premda samozatajan znanstvenik, Ivičević je – u vremena kada to zbog osobnih probitaka nije bilo preporučljivo raditi – znao objavljivati hrabre i oštroumne tekstove posvećene prošlostoljetnome jugoslavenstvu i pravaštvu, seljačkom, ustaškom i komunističkome pokretu te Matici hrvatskoj i Hrvatskome proljeću, završavajući svoj povjesničarski i životni put nizom tekstova o suvremenoj Hrvatskoj.
Autor je brojnih tekstova iz novije hrvatske povijesti. Povijesni članci koje je objavljivao u hrvatskim novinama i stručnim časopisima sabrani su i objavljeni u knjizi Iz novije hrvatske povijesti: jugoslavenstvo, pravaši, HSS, ustaški pokret, Hrvatsko proljeće, Croatia rediviva, Hrvatska danas (Matica hrvatska, Zagreb, 2007.).